# Švarná Hanka
Švarná Hanka je lokalita a zároveň horská chata v Zadních horách v Beskydech ve směru z osady Gruň na Bílý Kříž.

## Historie
Předchůdkyně dnešní horské chaty byla postavena někdy kolem poloviny 19. století. Ve druhé polovině onoho století sem z dnešního Slovenska přišla schovanka Anna Weliczkowá, která si zde za uspořené peníze koupila domek. V něm si zřídila tzv. ferlok, ve kterém prodávala pivo, slaninu, brynzu a pravděpodobně i kořalku. Prostory ferloku však časem přestávaly stačit. Proto se Anna, místními nazývaná Hanka Veličková, rozhodla zakoupit od souseda hospodářství, ve kterém si otevřela hospodu. Té se v době největší slávy začalo říkat U Švarné Hanky. Podle legendy se o ni měli poprat dva sousedé a celý případ skončil u soudu. Zde ji jeden ze svědků nazval „hrubou Hankou“, načež měl soudce konstatovat, že je docela švarná. V roce 1900 Anna svoje hospodářství prodala a zakoupila hostinec Bebek na konci Morávky, kde dožila. V té době se jednalo o osídlenou oblast, dnes je místo po výstavbě vodní nádrže Morávka opuštěné.
V roce 1904 chata Švarná Hanka vyhořela a tehdejší majitel, který také mj. vedl dnešní hotel Ivánek v Ostravici, na jejím místě vystavěl novou hospodu s útulnou, čímž položil základy k centru české turistiky ve slezské části Beskyd. Tato chata se těšila větší oblibě než ty v německém Beskidenvereinu. Posledním majitelem před rokem 1948 byl Adolf Sehnal, jenž zároveň vlastnil i podnik Fénix v Ostravě. Po roce 1948 ji vlastnilo několik soudů, aby ji nakonec získala šachta Petr Cinger a OKD, kterým sloužila k rekreaci.
Později chata chátrala a docházelo k rychlému střídání majitelů a nájemců. Teprve v roce 2007 došlo k její celkové rekonstrukci, po které byla otevřena 1. dubna 2008.

## Zajímavosti
- V době první světové války se zde schovával a dělal domovníka Petr Bezruč.
- V poválečném období zde vařila kuchařka, která jistou dobu vařila i ve Francii tamní vládě.
- Chata se nachází v Beskydské oblasti tmavé oblohy, díky čemuž se zde konají astronomická pozorování pořádaná pracovníky Akademie věd ČR.[2]